# Diplophyllum taxifolium
Diplophyllum taxifolium là một loài rêu trong họ Scapaniaceae. Loài này được (Wahlenb.) Dumort. mô tả khoa học đầu tiên năm 1835.

## Hình ảnh

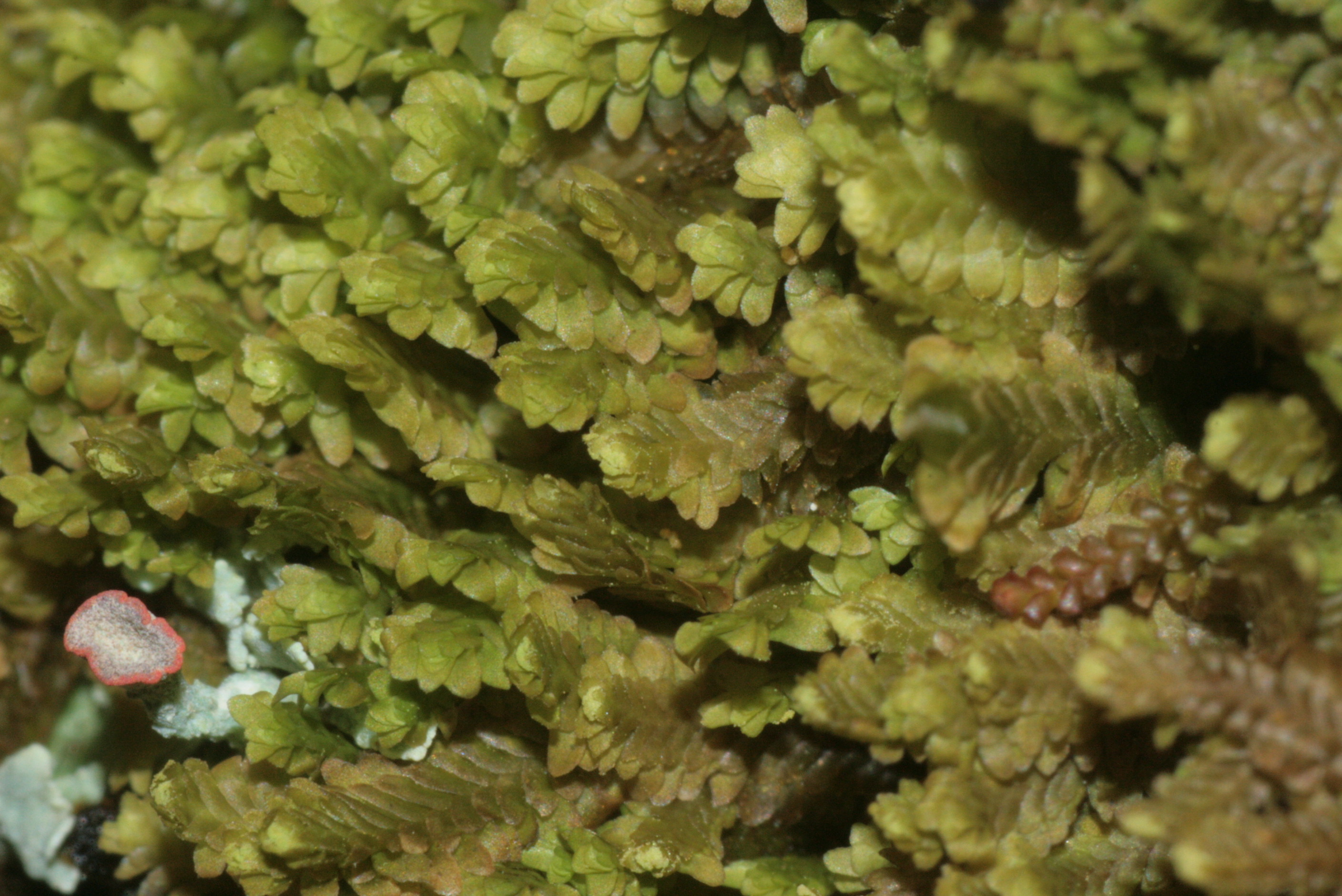
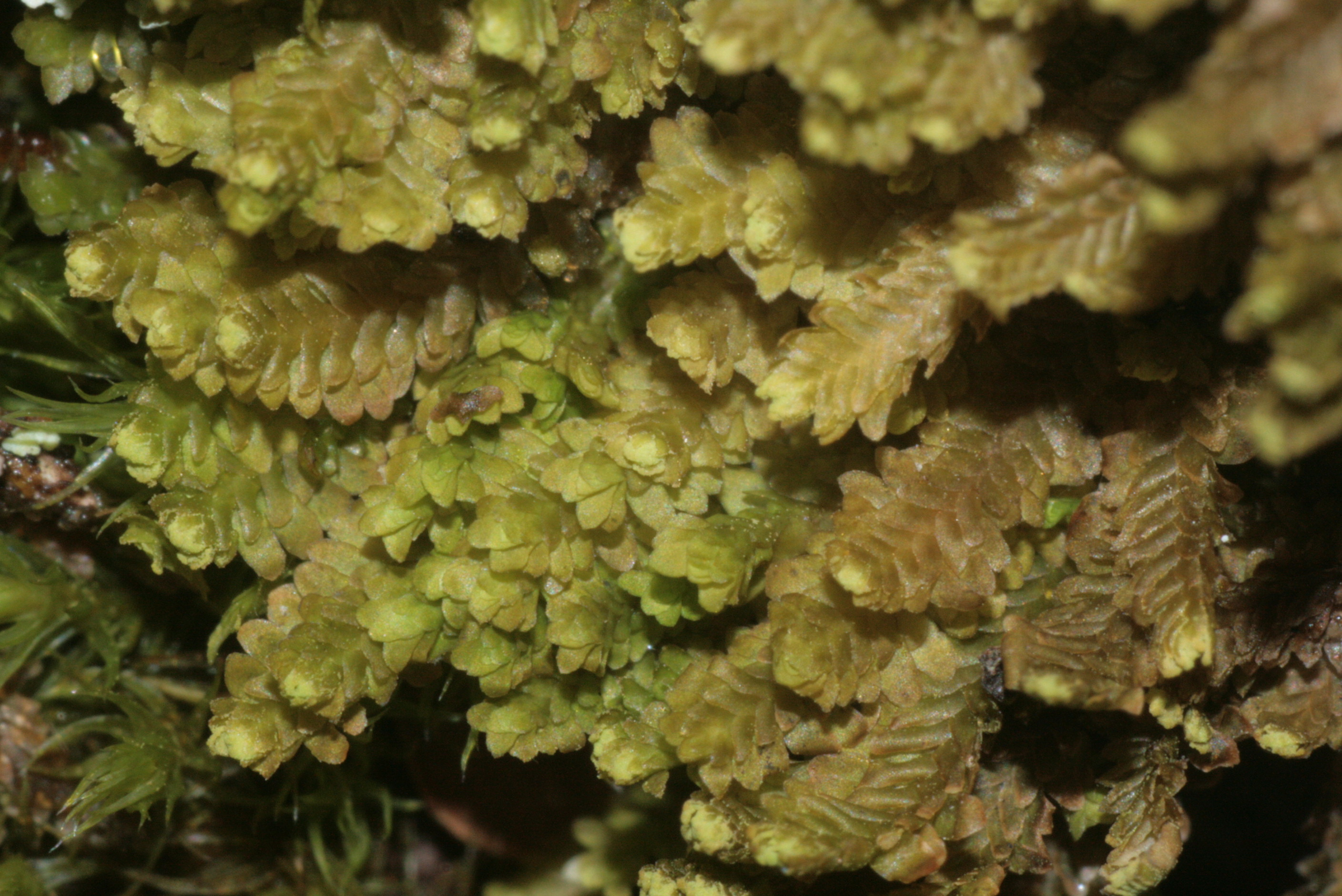
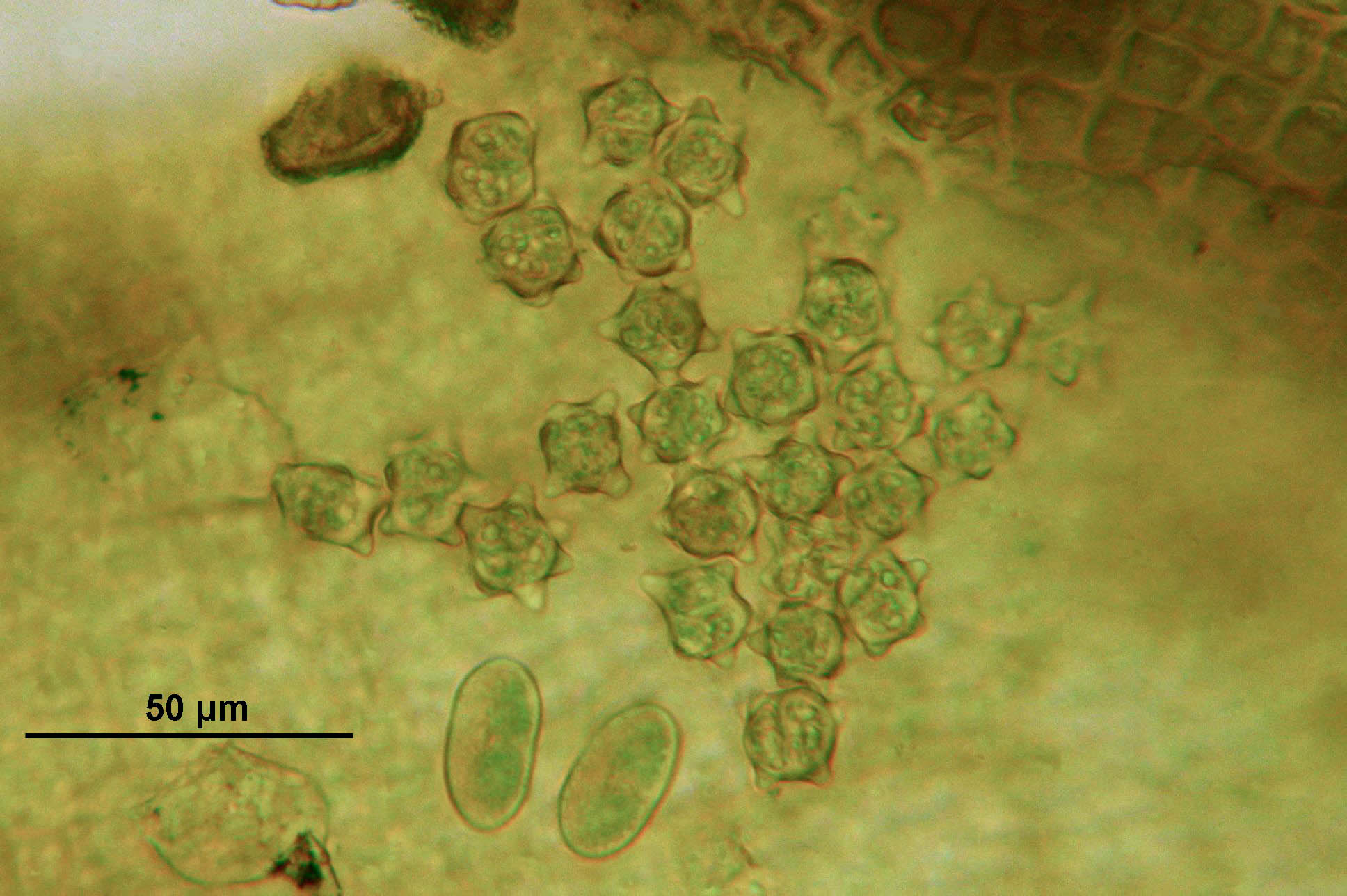
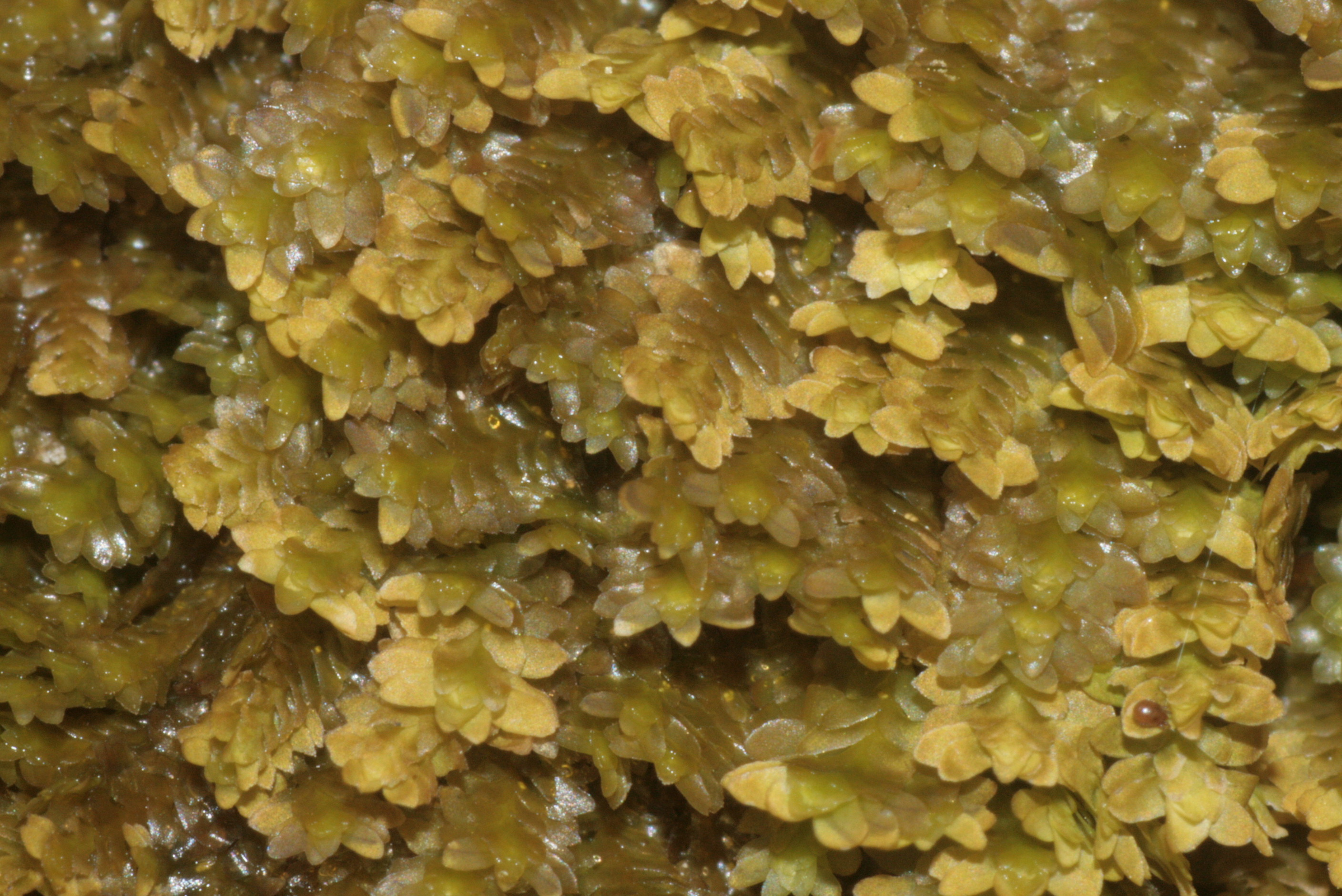